# Thilachium panduriforme
Thilachium panduriforme är en kaprisväxtart som först beskrevs av Jean-Baptiste de Lamarck, och fick sitt nu gällande namn av Antoine Laurent de Jussieu. Thilachium panduriforme ingår i släktet Thilachium och familjen kaprisväxter. Inga underarter finns listade i Catalogue of Life.

## Bildgalleri

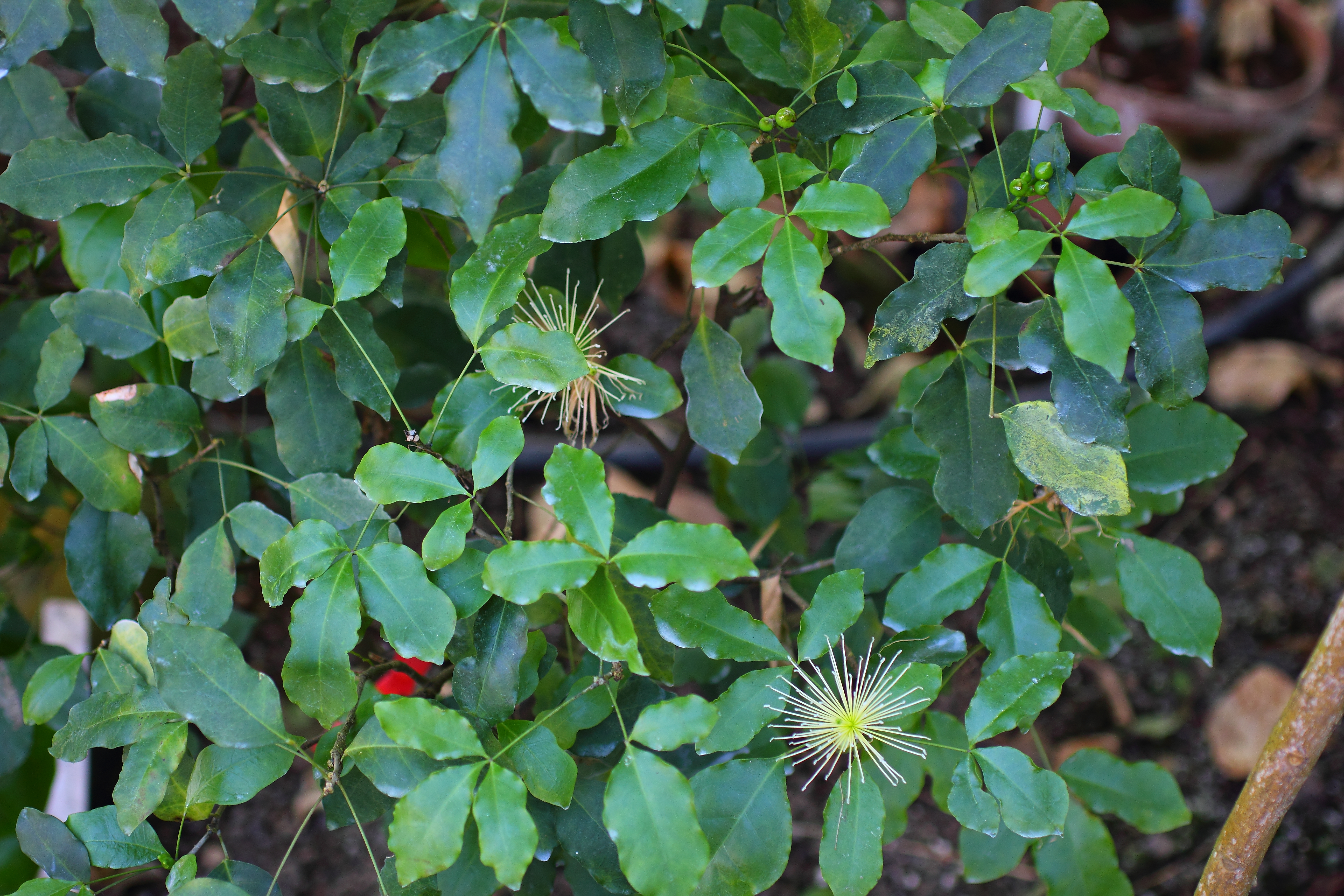